# لرد سیدنی

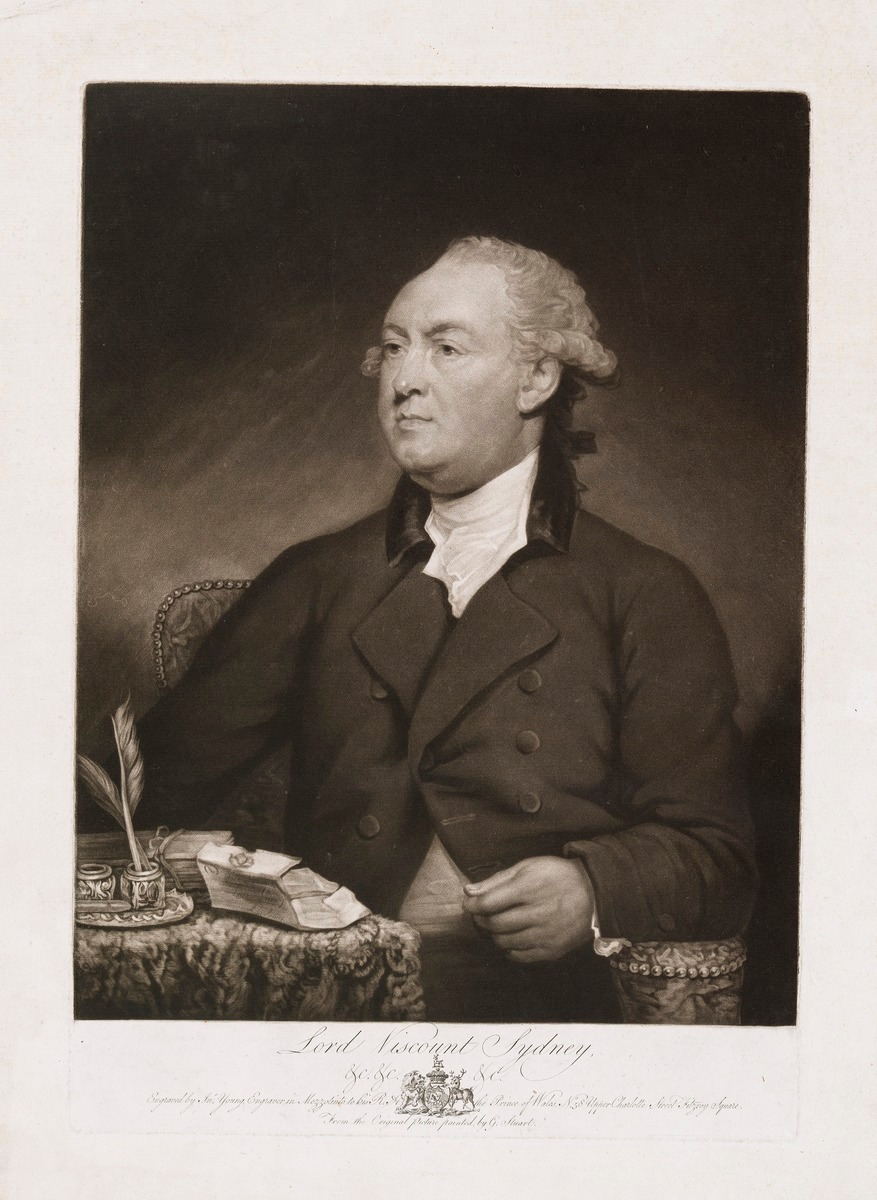
لرد سیدنی

توماس تاونشند معروف به لُرد سیدنی (نام کامل: Thomas Townshend، ۱st Viscount Sydney) (۱۸۰۰-۱۷۳۲)از سیاست‌مداران قرن هجدهم بریتانیا بود که نقش مهمی را در کشورگشایی و تشکیل مستعمره‌های جدید بازی کرد. شهرت وی به خاطر طراحی تشکیل مستعمره‌ای جدید در استرالیا است. وی که به عنوان وزیر کشور یا وزیر داخله بریتانیا مشغول به کار بود در سال ۱۷۸۶ با اعزام ناوگان دریایی بریتانیا، گروهی از محکومین و زندانیان این کشور را برای سکونت در سرزمین استرالیا به این منطقه اعزام کرد. وی دریادار آرتور فیلیپ را به فرماندهی این گروه انتخاب کرد و ضمن اعلام موجودیت مستعمره نیو ساوت ولز، وی را به عنوان فرماندار این مستعمره برگزید. این گروه در محلی که امروزه بندرگاه سیدنی را تشکیل می‌دهد پایه‌های شهری جدید را بنا نهادند و نام آن را بر اساس نام لُرد سیدنی، سیدنی گذاشتند.